# 联合游击队组织

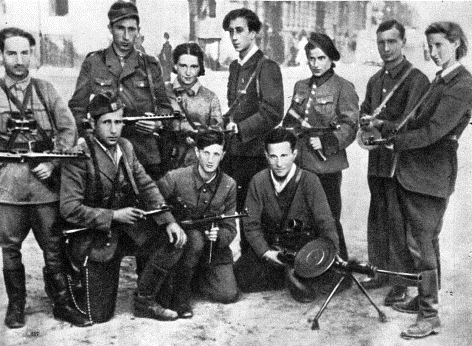
阿巴·科夫纳（后排最中者）与联合游击队组织在维尔纽斯的合影照

联合游击队组织（转写：Fareynikte Partizaner Organizatsye，英文：United Partisan Organization，一般简称FPO）是一个犹太人地下反抗组织。该组织建立于维尔纽斯隔都，致力于号召欧洲犹太人反抗第二次世界大战中的纳粹。该组织由一批信仰革命社會主義和勞工錫安主義的犹太人构成。该组织的主要领导人有作家阿巴·科夫纳，尤瑟夫·格拉茲曼、伊史塔克·維滕堡、查伊姆·耶林等人。

## 成立
联合游击队组织成立于1942年1月21日。该组织当时的格言是“我们不要做待宰的羔羊！”。该组织也是二战中欧洲犹太人第一次系统的反抗纳粹的统治，不过它并不是最后一个：之后在拉赫瓦隔都又成立了数个反抗组织。维尔纽斯隔都与其他隔都不同的一面在于当地的一些犹太人，如雅各布·蓋斯选择与德国人合作来镇压抵抗，也因此，FPO内的社会锡安主义，右翼锡安修正主義，社会主义/马列主义和崩得主义的思潮越来越强。
FPO的目标是在各个隔都建立犹太人的自卫组织，破坏德国人的工业和军事活动，组织地下抵抗人员和苏联红军攻击纳粹。阿巴·科夫纳与锡安组织青年衛士的17名成员曾长期驻扎在波兰的一座天主教教堂中，由安娜·博爾科夫斯卡修女保护，这也是FPO最早秘密获取军事物资的地方。

## 起义被粉碎
FPO没能完成它当时的目标，1943年上半年，德国人抓住了在森林中活动的一名抵抗组织成员。这最终导致管理相关事务的犹太居民委员会不得不将伊史塔克·維滕堡交给盖世太保。于是，FPO组织了一次起义，尽管FPO成功的在起义中救出了維滕堡，并且建立了一支小型的民兵武装，但犹太居民委员会在德国的压力下不可能允许FPO的这些行为长期进行下去。犹太居民委员会一直都清楚犹太人在秘密的将武器运往隔都，最终在一名犹太人因为买左轮手枪被捕时，委员会给了FPO一次妥协的机会。委员会之后将FPO描绘成了一个破坏纳粹统治的、自私的敌人。雅各布·蓋斯通过强调人民之间彼此的责任，以及抵抗运动对犹太社群的损害，逐渐瓦解了隔都的抵抗组织。由于隔都的抵抗组织拒绝对同族人开火，最终大部分人被捕或被迫流亡。
1943年，纳粹开始驱逐维尔纽斯隔都的犹太人，FPO得以再次活跃。大部分FPO的成员在当地人民的帮助下逃亡至了森林并加入了苏联游击队。之后FPO的成员更是参与了苏军的维尔纽斯战役。

## 扩展阅读
- Yitzhak Arad, Encyclopaedia of the Holocaust vol. 2, pp. 470–472. Illustration.